# Rue de l'Arbre Courte Joie
 (septembre 2020).
Si vous disposez d'ouvrages ou d'articles de référence ou si vous connaissez des sites web de qualité traitant du thème abordé ici, merci de compléter l'article en donnant les références utiles à sa vérifiabilité et en les liant à la section « Notes et références ».
La rue de l'Arbre Courte Joie est une rue liégeoise. 

## Situation et accès
Située dans le quartier de Rocourt elle va du carrefour de la rue des Quatorze Verges et de la rue de la Tonne au carrefour de la rue du Vicinal et de la rue du Commerce.
Cette artère se situe dans la partie sud-ouest du quartier de Rocourt, longue d'environ 1,8 km. La rue est traversée par la rue d'Ans, l'une des artères principales du quartier. Jusqu'au carrefour avec cette rue, toutes les infrastructures, immobilières et commerciales, se situent du côté pair de la voirie. Du côté impair se trouvent des champs et autres activités agricoles ainsi qu'une petite zone boisée. Au début de la rue, on trouve le Centre Culturel de Rocourt.
Voies adjacentes
- Avenue de la Closeraie
- Rue d'Ans